# La Folle Semaine

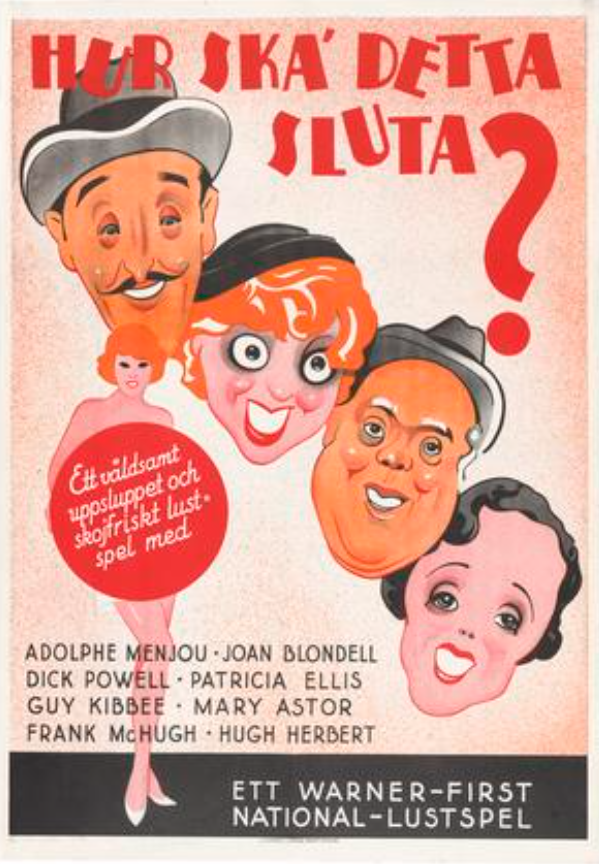
Affiche suédoise du film.

La Folle Semaine (Convention City) est un film américain pré-Code réalisé par Archie Mayo et sorti en 1933. 
En raison de son contenu osé, il a été censuré et retiré de la circulation après la promulgation du Code Hays en 1934. Les tirages auraient ensuite été détruits par le chef du studio, Jack L. Warner. Le film est à présent considéré comme perdu, et est devenu par la suite un des films les plus recherchés,.

## Synopsis
L'action se déroule lors d'une convention de l'entreprise Honeywell Rubber Company à Atlantic City, durant laquelle les employés se préoccupent principalement d'alcool et de sexe. Le président J.B. Honeywell doit choisir un nouveau directeur commercial de l'entreprise. T.R. Kent et George Ellerbe sont deux vendeurs qui veulent tous deux le poste.

## Fiche technique
- Titre original : Convention City
- Réalisation : Archie Mayo

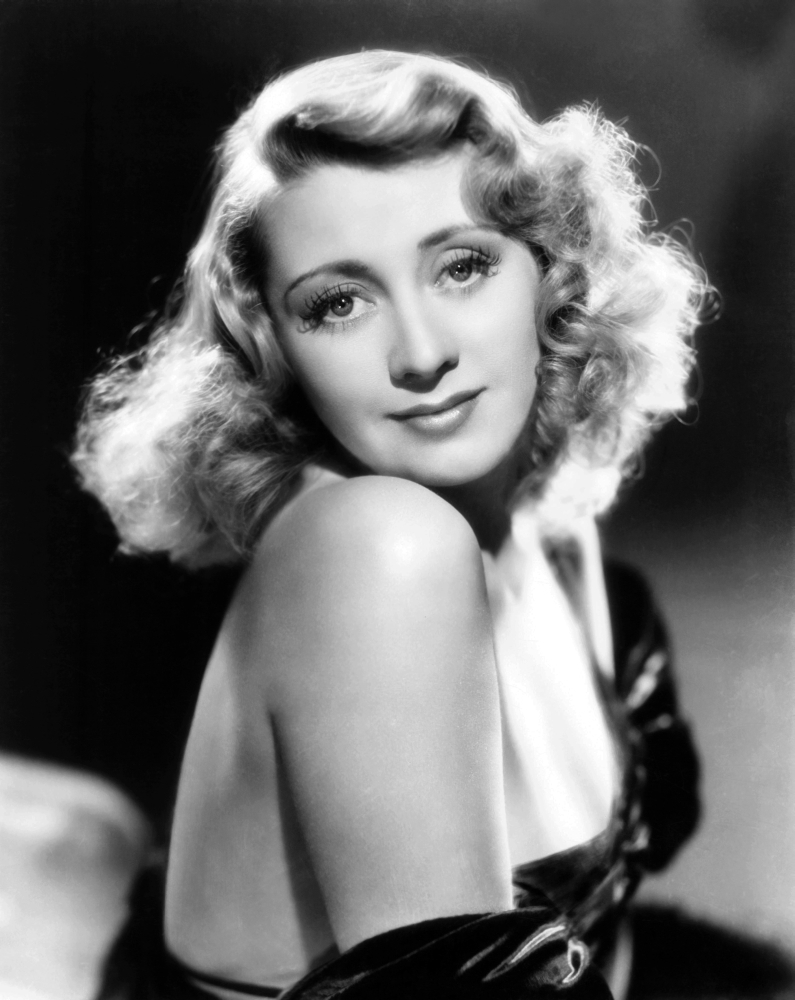
Joan Blondell dans les années 1930.

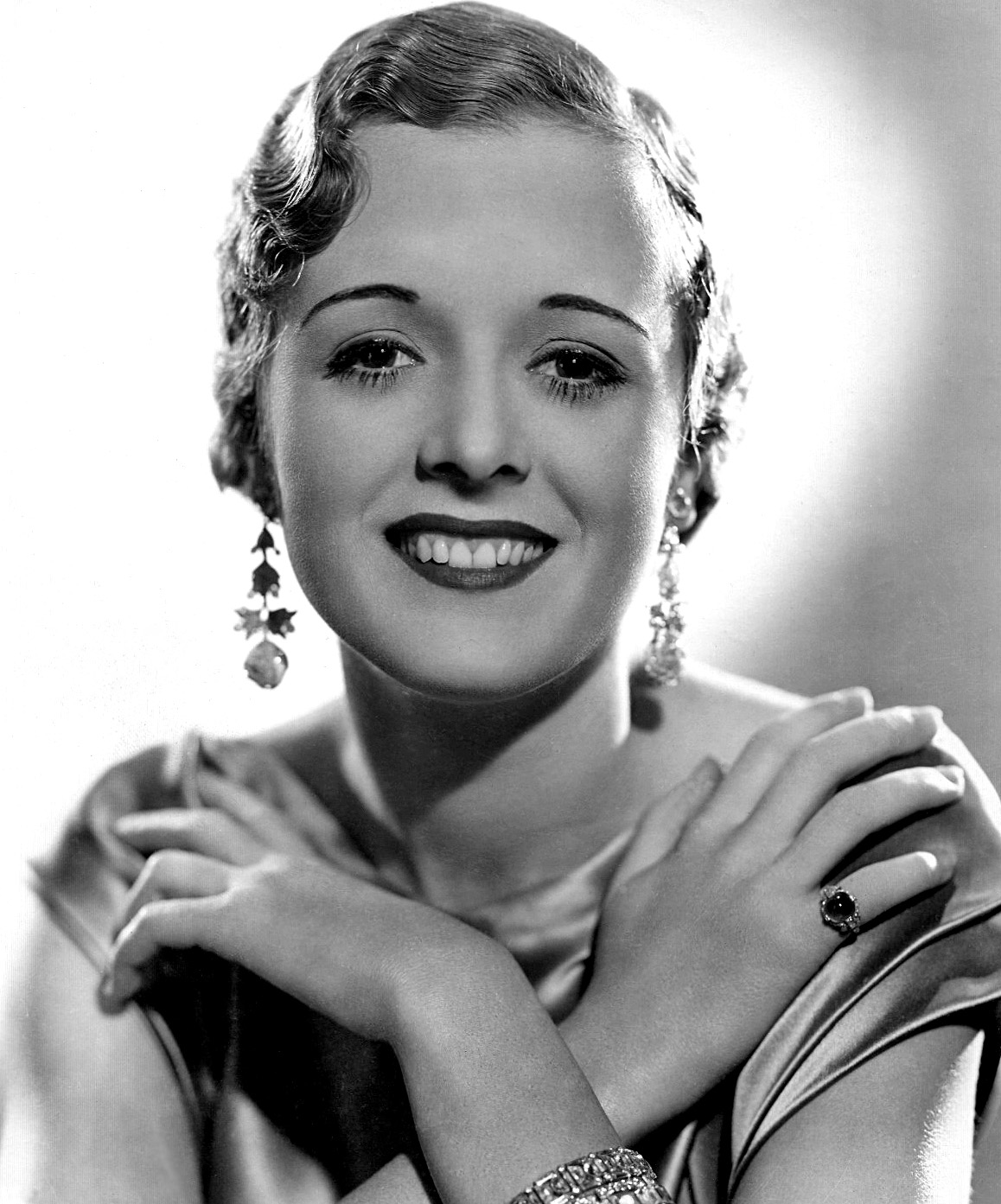
Mary Astor, photo promotionnelle pour le film.

- Scénario : Robert Lord d'après une histoire de Peter Milne
- Producteur : Henry Blanke
- Photographie : William Rees
- Montage : Owen Marks
- Production : First National Pictures
- Distributeur : Warner Bros. Pictures, Inc.
- Durée : 69 minutes
- Date de sortie : 
  - États-Unis : 14 décembre 1933

## Distribution
- Joan Blondell : Nancy Lorraine
- Adolphe Menjou : T.R. (Ted) Kent
- Dick Powell : Jerry Ford
- Mary Astor : Arlene Dale
- Guy Kibbee : George Ellerbe
- Frank McHugh : Will Goodwin
- Patricia Ellis : Claire Honeywell
- Ruth Donnelly : Mrs. Ellerbe
- Hugh Herbert : Hotstetter
- Grant Mitchell : J.B. Honeywell
- Egon Brecher : Zorb
- Hobart Cavanaugh : Wendell Orchard
- Sheila Terry : Mrs. Kent
- Gordon Westcott : Phil Lorraine / Frank Wilson
- Harry C. Bradley (en) : Graham
- Samuel S. Hinds : McAllister